# Hyles hawaiiensis
Hyles hawaiiensis är en fjärilsart som beskrevs av Rothschild och Jordan 1915. Hyles hawaiiensis ingår i släktet Hyles och familjen svärmare. Inga underarter finns listade i Catalogue of Life.